# Cattedrale di Mondoñedo
La cattedrale dell'Assunzione di Maria Vergine (in spagnolo: Catedral de la Virgen de la Asunción) si trova a Mondoñedo, in Spagna, ed è la cattedrale della diocesi di Mondoñedo-Ferrol.

## Storia e descrizione
Con il trasferimento della sede della diocesi a Mondoñedo nel 1112, emerse la necessità di costruire una nuova cattedrale. costruzione del tempio iniziò nel 1219. La cattedrale venne realizzata in stile romanico e nel 1246 entrò in funzione, pur subendo aggiunte successive e ristrutturazioni nel corso dei secoli XIII e XIV.
L'attuale cattedrale è un edificio a tre navate, con volta a sesto acuto. La facciata del tempio si compone di tre ogive che corrispondono alle tre navate. La facciata occidentale ha un rosone del XIV secolo di 5 metri di diametro ed è fiancheggiata da due torri imponenti, decorate con motivi araldici. Al suo interno la pala d'altare principale è un'opera rococò di Fernando de Terán. Ha due parti, la prima con l'Assunta e la seconda rappresenta il mistero della Santissima Trinità.
Durante il Medioevo il coro in pietra è stato sostituito all'inizio del XVI secolo da un coro in legno. Il chiostro è del XVII secolo. Nel XVIII secolo fu ristrutturata la facciata e furono aggiunte le torri.
La cattedrale è stata dichiarata Monumento nazionale nel 1902. Papa Giovanni XXIII le ha concesso in data 9 marzo 1959 il titolo di basilica.